# Ciawigebang (plaats)
Ciawigebang is een bestuurslaag in het regentschap Kuningan van de provincie West-Java, Indonesië. Ciawigebang telt 5687 inwoners (volkstelling 2010).